# Peep
Peep – pierwsza płyta w dorobku zespołu The Rasmus. Wydana została po raz pierwszy w 1996 roku w Finlandii, Estonii i Rosji.
Utwory, które znalazły się na płycie:
1. Ghostbusters
2. Postman
3. Fool
4. Shame
5. P.S.
6. Julen Är Här Igen
7. Peep
8. Frog
9. Funky Jam
10. Outflow
11. Myself
12. Life 705
13. Small

Utwór Peep jako jedyny nie ma tekstu zapisanego, tzn. tekst do tej piosenki nie znalazł się na płycie.